# Loutre d'Europe
Lutra lutra
Espèce
Statut de conservation UICN

 NT  : Quasi menacé
Statut CITES
Répartition géographique
La Loutre d'Europe ou Loutre européenne (Lutra lutra), souvent qualifiée de loutre commune dans les pays d'Europe où elle est présente, ou encore loutre d'Eurasie, est une espèce de mammifères carnivores semi-aquatiques et principalement nocturnes, de la famille des Mustélidés (sous-famille Lutrinés). Elle est l'une des trois espèces de loutres se rattachant au genre Lutra. En France métropolitaine, on ne trouve que cette seule espèce de loutre. Autrefois présente sur tout le territoire, elle a disparu au XIXe-XXe siècle d'une grande partie de son aire naturelle de répartition en raison de la chasse qu'on lui a faite. Depuis l'interdiction de la chasse en 1981 c'est la pollution au PCB qui est devenu le premier facteur de régression ou d'entrave à la réoccupation de son aire de répartition. 

## Description

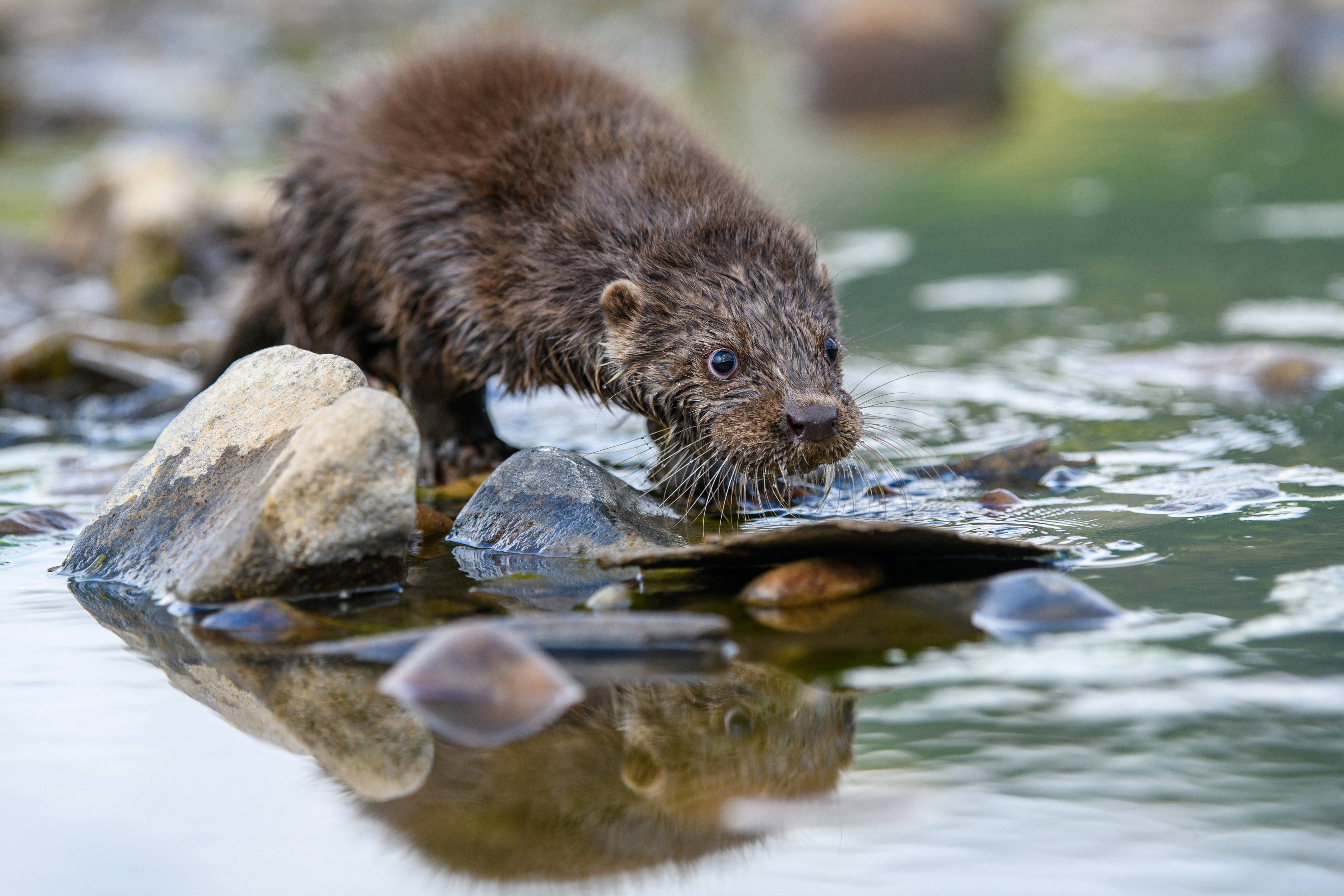
Une loutre d'Europe dans la réserve hydrologique de Seretsky (Серетський гідрологічний заказник), oblast de Ternopil, Ukraine. Aout 2020.

Sa hauteur est d'environ 30 cm au garrot. Son pelage, brun foncé, est composé de deux couches : le poil de bourre, court, très fin, dense et laineux ; et le poil de jarre, long, lisse, brillant et imperméable.
Excellente nageuse, elle dispose de pattes palmées, d'un corps allongé (60 à 80 cm en moyenne, auquel il faut ajouter une queue épaisse à la base et s'effilant vers l'extrémité de 30 à 40 cm de longueur), pour un poids pouvant aller de 5 à 15 kg.

## Habitat
Elle est habituellement solitaire, occupant un territoire de 5 à 15 km de rives le long d'un cours d'eau (parfois davantage) ou de 20 à 30 km2 en zone de marais. Elle emprunte régulièrement les mêmes passages sur la berge pour se mettre à l'eau : les « coulées ». Lorsqu'elle sort de l'eau, elle se roule dans l'herbe pour essuyer sa fourrure, sur des zones reconnaissables à l'herbe couchée et appelées « places de ressui ». En montagne on peut la trouver jusqu'à une altitude de 1 300 m.
Elle fait sa tanière (qu'on appelle « catiche ») entre les racines des arbres des berges des cours d'eau ou dans d'autres cavités (cavité rocheuse, tronc creux, terrier d'une autre espèce). La catiche contient souvent une entrée plus ou moins dissimulée au-dessous du niveau d'eau et un conduit d'aération.
Elle laisse des traces et empreintes.

## Reproduction
La maturité sexuelle est atteinte entre 2 et 3 ans. Le cycle œstral est du type polyœstrus non saisonnier. Des incertitudes persistent en ce qui concerne la durée du cycle. Celle-ci est estimée dans une fourchette de 30 à 45 jours, mais pourrait être inférieure à deux semaines. L'accouplement a lieu principalement dans l'eau et dure de 10 à 50 minutes. La durée de la gestation est de 58 à 60 jours. La taille des portées varie entre 1 et 3 loutrons, le ratio sexuel étant de 0,5. La parturition dure 2 à 3 heures, l'expulsion des jeunes peut prendre quelques secondes à 5 minutes, et ce toutes les 20 minutes en moyenne. L'émancipation des jeunes a lieu entre 6 et 18 mois.

## Alimentation
La Loutre est essentiellement piscivore. Elle se nourrit d'espèces de poissons différentes (anguilles, truites, épinochettes et épinoches) en fonction du milieu et de la saison. Par ailleurs, elles consomment assez fréquemment des batraciens et des écrevisses. Plus exceptionnellement, des oiseaux, des rongeurs (dont jeunes rats musqués), des insectes, voire des baies comme les myrtilles non dédaignées.

## Comportement territorial

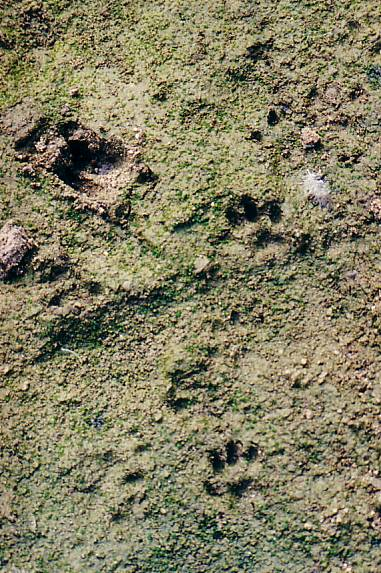
Empreintes au bord d'une rivière.

La loutre d'Europe a développé un comportement territorial de marquage poussé à l'aide de son urine ou de ses crottes, nommées épreintes (du vieux français épreindre signifiant déféquer par petits tas).
Ces dernières, contenant les restes non digérés de ses proies (fréquemment écailles et arêtes de poissons), sont généralement déposées à des endroits précis (sur un caillou, une souche, etc.). Ce marquage joue un rôle important dans la communication entre individus.
Les épreintes permettent d'étudier le régime alimentaire et la répartition des loutres dans la nature.

## Répartition
La loutre d'Europe se rencontre en Europe occidentale, en Afrique du Nord, et dans une grande partie de l'Asie, de l'Arménie jusqu'au Japon. En Europe, elle est encore abondante au Portugal, en Albanie, en Irlande et en Écosse, ailleurs elle a considérablement régressé.
En outre, espèce jadis indicatrice de la pureté de l'eau, elle colonise à nouveau actuellement des milieux relativement pollués : décharges en Grèce, ports en Écosse et en Scandinavie.

## Statut de protection
- Il est lentement passé de celui d'une espèce nuisible ou indésirable à celui d'une espèce patrimoniale.
- En France, en 1981 un arrêté protège l'espèce[11], interdisant la destruction, l'altération ou la dégradation de leur milieu particulier et la destruction, la mutilation, la capture ou l'enlèvement, la perturbation intentionnelle, la naturalisation d'individus ou, qu'ils soient vivants ou morts, leur transport, leur colportage, leur utilisation, leur mise en vente, leur vente ou leur achat. De plus le piège à mâchoire pourvu de dents, source de mises à mort accidentelles est interdit depuis 1984[12].
- En Europe, la Convention de Berne est signée le 19 septembre 1979 :
son Annexe 2 interdit notamment : a) toute forme de capture intentionnelle, de détention et de mise à mort intentionnelle ; b) la détérioration ou la destruction intentionnelles des sites de reproduction ou des aires de repos ; c) la perturbation intentionnelle de la faune sauvage, notamment durant la période de reproduction, de dépendance et d'hibernation, pour autant que la perturbation ait un effet significatif eu égard aux objectifs de la présente Convention ; d) la destruction ou le ramassage intentionnels des œufs dans la nature ou leur détention, même vides ; e) la détention et le commerce interne de ces animaux, vivants ou morts, y compris des animaux naturalisés, et de toute partie ou de tout produit, facilement identifiable, obtenu à partir de l'animal, lorsque cette mesure contribue à l'efficacité des dispositions de cet article.
- Deux directives européennes du 21 mai 1992 et du 27 octobre 1997 concernant la conservation des habitats naturels ainsi que de la faune et de la flore sauvages concernent la loutre :
  - CE/92/43 - Annexe 2 : Directive Faune-Flore-Habitat, annexe 2 : espèces animales et végétales d'intérêt communautaire dont la conservation nécessite la désignation de zones spéciales de conservation modifiée par la Directive 97/62/CE (espèce dont l'habitat doit être protégé).
  - CE/92/43 - Annexe 4 : Directive Faune-Flore-Habitat, annexe 4 : espèce strictement protégée, la capture et la mise à mort intentionnelle est interdite tout comme la perturbation des phases critiques du cycle vital et la destruction de leurs aires de repos et de leurs sites de reproduction.
- La Convention de Bonn ne prévoit pas de réglementation spécifique.

## Sauvegarde en France
Encore présente dans la majeure partie de la France au début du XXe siècle (ses effectifs étaient estimés à 50 000), les effectifs de la loutre d'Europe ont régressé, particulièrement après les années 1930. À la fin du XXe siècle, il restait moins de 1 000 animaux sur le territoire français, ces populations relictuelles ayant trouvé refuge sur la façade atlantique (marais poitevin) et dans le Limousin. Ses causes de disparition sont nombreuses et c'est souvent une corrélation de plusieurs d'entre elles qui engendre sa perte.
En France, la loutre n’a qu’un seul ennemi, l'humain. Jadis, on les chassait pour leur fourrure et parce qu’elles concurrençaient les pêcheurs. Espèce jugée nuisible, on piégeait 4 000 loutres par an entre 1890 et 1930. La chasse est aujourd'hui interdite depuis 1972 ainsi que la totalité des pièges à mâchoire depuis 1994, mais la loutre reste, malgré cela, toujours menacée. Parce que la plupart des cours d’eau sont pollués, la loutre ne trouve plus suffisamment de poissons pour s’installer le long des berges et se nourrir. En plus, les berges de nombreux cours d’eau ont été bétonnées ou rectifiées, les arbres n’y poussent plus et les loutres ne peuvent donc plus y installer leur catiche. La loutre d'Europe souffre de l'assèchement des zones humides, de la construction des barrages et de l'emploi intensif des pesticides. Enfin, les collisions routières tuent de nombreuses loutres chaque année, d'où l'aménagement actuel de loutroducs (dérivations de buses le plus souvent).
En 1991 a été ouvert le premier Centre de reproduction et de réintroduction des loutres à Hunawihr, en France. Dans un premier temps les buts recherchés ont été la reproduction et la création d'une souche de reproducteurs. Par la suite, les efforts ont été tournés vers la réintroduction à partir des animaux issus du centre et la sensibilisation du public. À la suite de l'aval du Ministère de l'Aménagement du Territoire et de l'Environnement, une expérience de réintroduction de la loutre européenne en Alsace a vu le jour en 1998. Six loutres ont été relâchées au cours de ce programme dans le Ried Centre Alsace. Elles ont été régulièrement suivies par télémétrie ou par la recherche de leurs indices de présence. Si l’essai de réintroduction du Centre de Hunawihr a permis à une petite population de loutres de repeupler une partie des rivières du Centre Alsace, les opérations de réintroduction ne sont pas encouragées actuellement en France. Les mouvements de recolonisation naturelle observés ces dernières années permettent de rester raisonnablement optimistes quant à l’avenir de la loutre à l’échelle nationale.
En effet, grâce à la protection juridique de l'espèce mais aussi à l'action d'associations de protection de la nature, la Loutre a commencé à reconstituer sa population (repeuplement naturel) : ses effectifs sont estimés entre 2 000 et 3 000 ; en Bretagne, sur la façade atlantique et dans le Massif central, principales régions où des populations avaient subsisté, on observe depuis quelques années un début de recolonisation des cours d'eau où elle avait été exterminée.

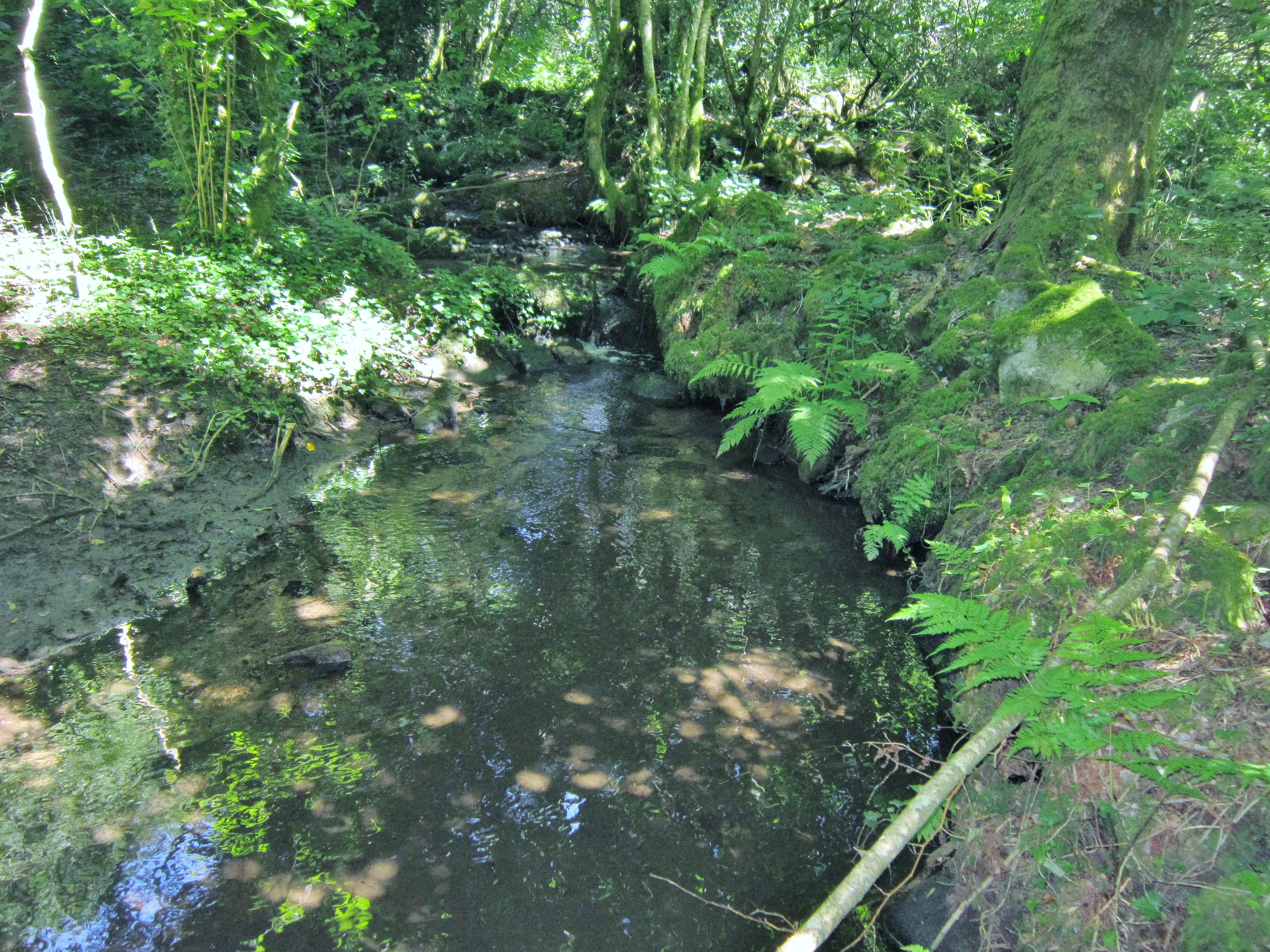
Le ruisseau de Kerhoat Bénoal peu avant sa confluence avec la Laïta ; un refuge pour la loutre d'Europe.
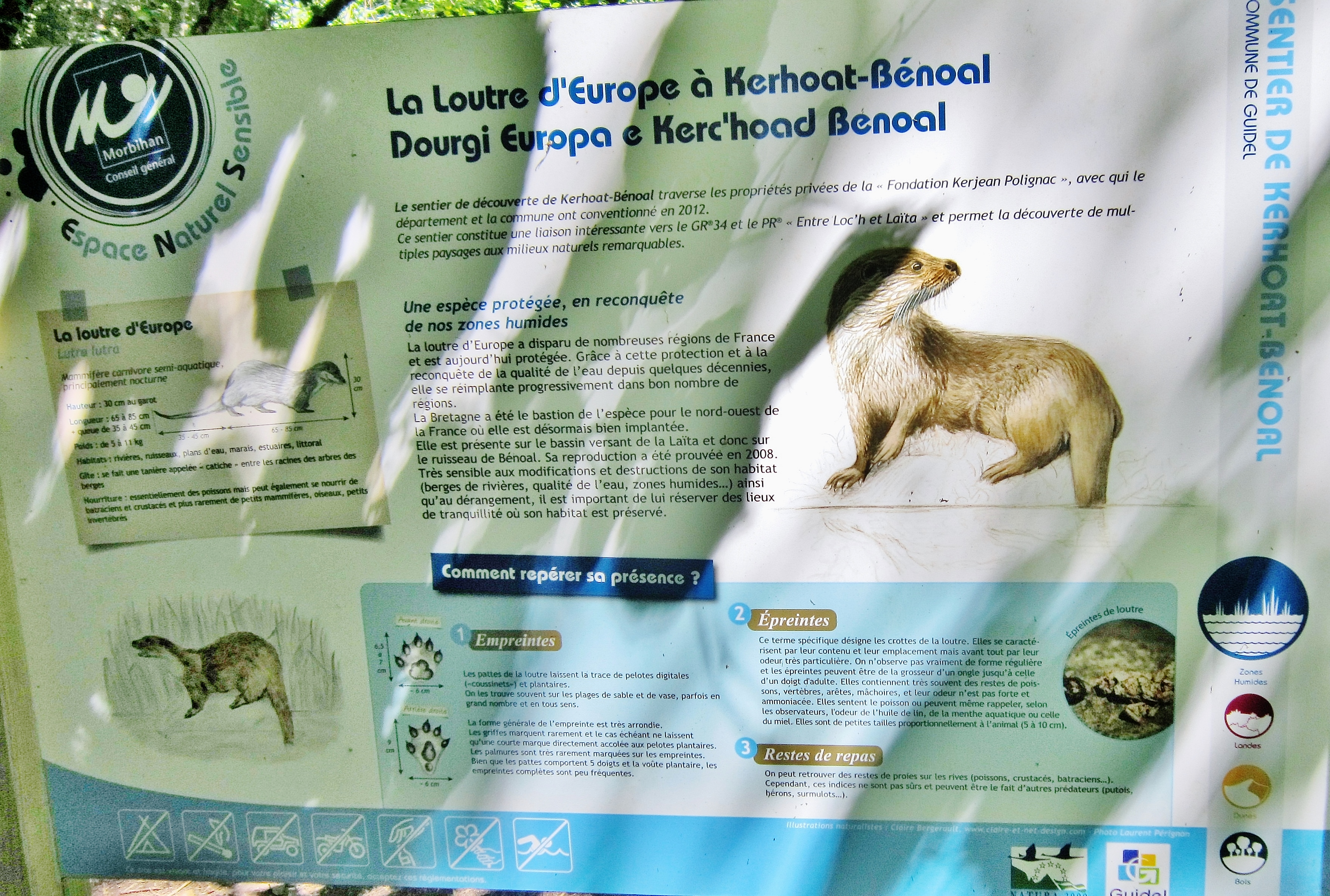
Panneau d'information touristique sur la loutre d'Europe à Kerhoat Bénoal en Guidel.
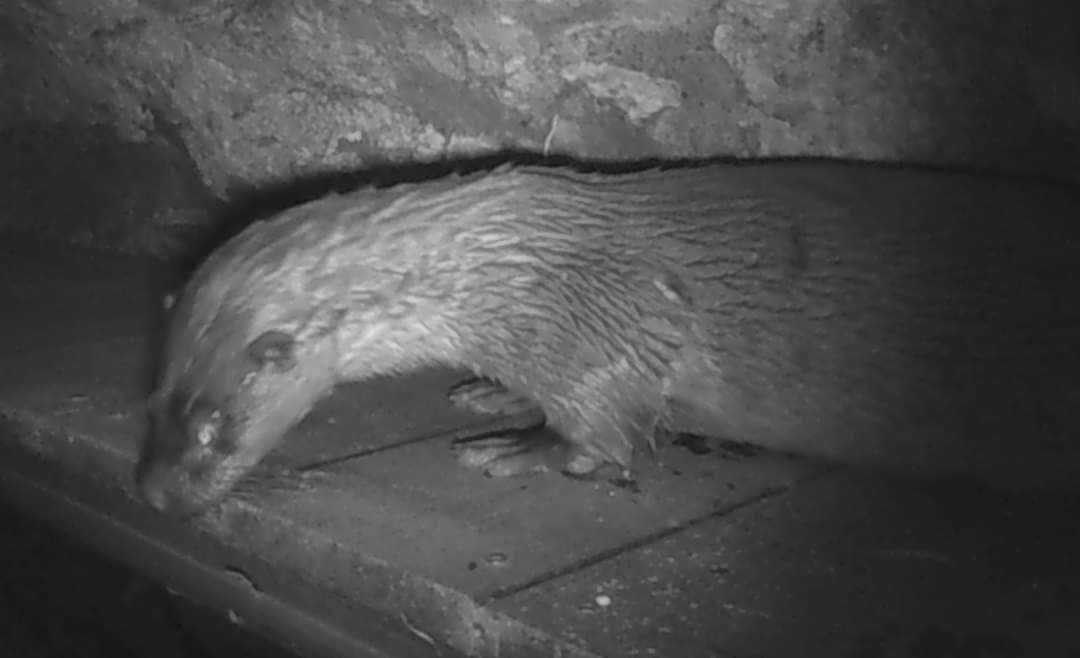
Loutre d'Europe de l'étang de Bouzaire à Guérande, photographiée de nuit.

### Gestion des risques de piégeage accidentel
La Loutre (comme le Castor d'Europe et le Vison d'Europe qui partagent le même habitat) peut être facilement accidentellement tuée par des pièges destinés à des espèces dites nuisibles (telles que le Rat musqué ou le Ragondin). Pour éviter ceci un arrêté du 8 juillet 2013, abrogé et remplacé par un nouvel arrêté du 24 mars 2014 (J.O. du 2 avril 2014, pour une entrée en vigueur le 1er juillet) interdisent les pièges tuant de catégories 2 et 5, dans les zones de présence de ces espèces (ces zones sont définies par arrêté préfectoral mis à jour annuellement).

## Histoire, interactions avec l'Homme

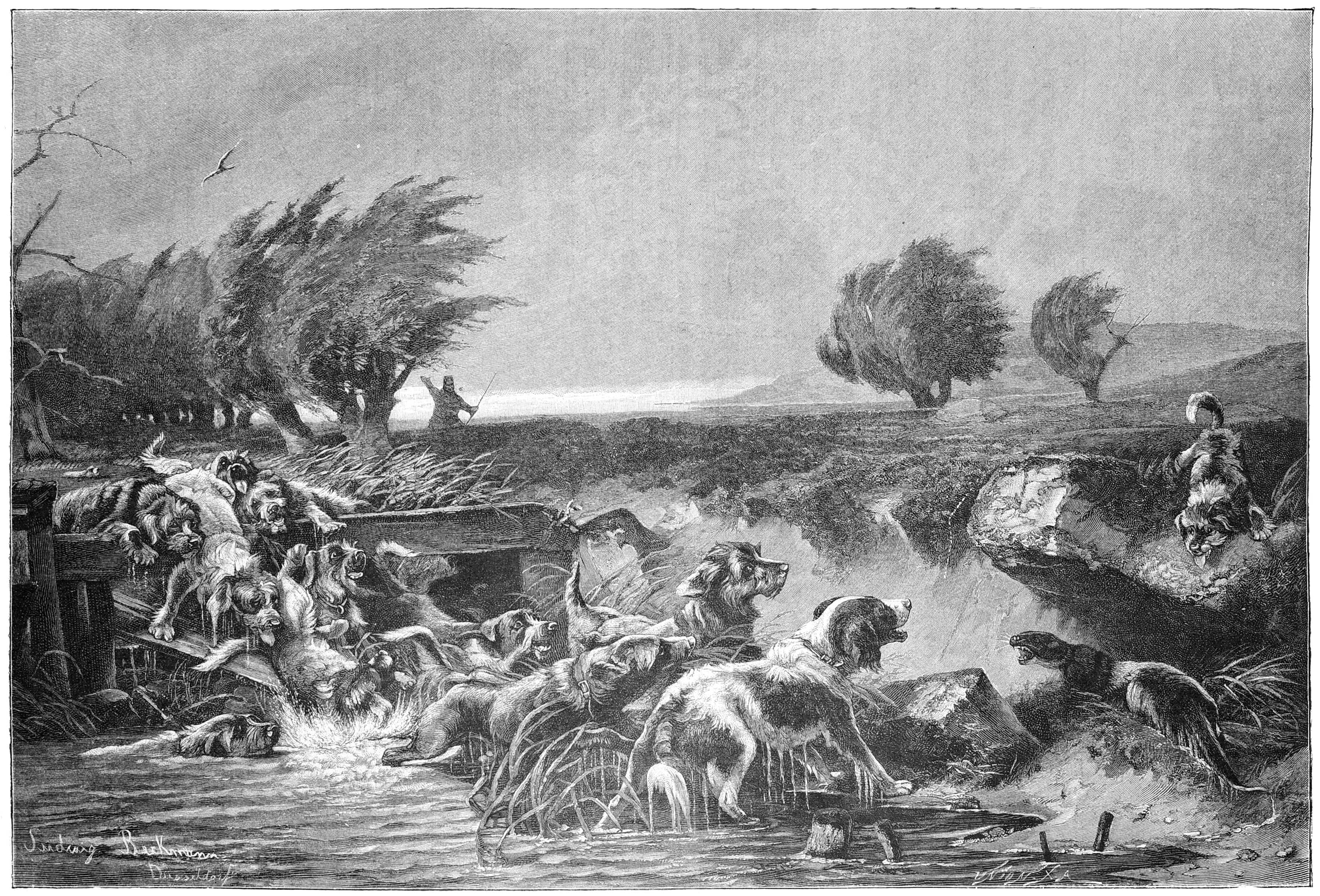
Pour sa fourrure et sa propension à manger les poissons des « viviers », la loutre a été pourchassée. Elle a failli disparaître en Europe de l'Ouest et est encore absente d'une grande partie de son aire de répartition.

L'histoire des interactions des activités de la loutre et des activités humaines est au moins millénaire.
La loutre, comme de nombreux prédateurs a fait partie des animaux redoutés ou mal-aimés. Elle avait au milieu du XXe siècle en Europe été presque partout décimée, pour sa fourrure, encore plus appréciée que celle du castor, et parce qu'elle décimait les élevages ou stocks de poissons dits viviers.
- Fourrure : sa fourrure chaude, naturellement hydrofuge et lustrée a été une première justification à un piégeage intensif, depuis le Moyen Âge au moins. Au XVIIIe siècle, sa fourrure était ainsi décrite : « La loutre a deux sortes de poils ; les uns plus longs & plus fermes que les autres, qui font une sorte de duvet soyeux de couleur grise blanchâtre sur la plus grande partie de sa longueur, & brune à la pointe. Les poils les plus longs font gris blanchâtres sur la moitié de leur longueur depuis la racine, & de couleur brune très-luisante dans le reste de leur étendue jusqu'à la pointe : le brillant de ces poils efface le brun, lorsqu'ils sont opposés au jour ; mais le brun paraît seul sous les autres aspects sur toute la partie supérieure de cet animal, depuis le bout du museau jusqu'à la queue, sur la surface extérieure des jambes & sur la face supérieure de la queue. Les côtés de la tête, la mâchoire inférieure, la gorge, le dessous & les côtés du cou, la poitrine, le ventre, les aisselles, les aînes, la face intérieure des jambes, sont de couleur blanchâtre & luisante, parce que les longs poils ont cette couleur depuis la racine jusqu'à la pointe : le poil des pieds est fort court & de couleur brune, mêlée d'une légère teinte roussâtre; les plus longs poils du corps ont quatorze lignes (...)La loutre ne mue guère ; sa peau d'hiver est cependant plus brune, se vend plus cher que celle d'été : elle fait une bonne fourrure. On en fait pour l'hiver, des manteaux que l'eau ne peut traverser. Les sauvages du Canada se servent des peaux de loutres d'une grandeur extraordinaire pour en faire des robes, lesquelles étant portées & engraissées; de leur sueur & des graisses qu'ils manient, sont propres à faire de meilleurs chapeaux que ceux qu'on fait du seul poil de castor trop sec & trop difficile à mettre en œuvre sans aucun mélange. »[20].

Les peaux et fourrures de loutres et castor, hydrofuges et chaudes, ont été très utilisées par les chapeliers. Pour désigner un chapeau en « poil de loutre » (en fait en peau de loutre), autrefois et en France on disait « un loutre » (le « e » n'étant au XVIIIe siècle pas ou peu prononcé ; « La première syllabe est brève, & la seconde très-brève ».
- Graisse : la graisse de la loutre, comme l'huile de poisson était appréciée pour sa fluidité, et le fait qu'elle ne se fige pas dans le froid et on lui a accordé des propriétés médicinales « Elle est résolutive, digestive: on l'emploie pour la douleur des jointures, & pour fortifier les nerfs »[20].
- Espèce prédatrice et concurrente : en tant qu'animal piscivore très habile, la loutre était peu appréciée des propriétaires de viviers et autres étangs utilisés comme élevages plus ou moins extensifs de poissons. Il existait ainsi en France des maistres-chasseurs de loutre qui en décimaient parfois de grandes quantités. Elle était ainsi présentée par un dictionnaire français du XVIIIe siècle comme :

« un animal vorace; plus avide de poisson que de chair, qui ne quitte guère le bord des rivières ou des lacs, & qui dépeuple quelquefois les étangs (...) si même il arrive qu'elle s'engage dans une nasse à la poursuite d'un poisson, on la trouve noyée, & l'on voit qu'elle n'a pas eu le temps d'en couper tons les osiers pour en sortir. Elle a les dents comme la fouine, mais plus grosses & plus fortes, relativement au volume de son corps. Faute de poissons, d'écrevisses, de grenouilles, de rats d'eau, ou d'autre nourriture, elle coupe les jeunes rameaux, & mange l'écorce des arbres aquatiques; elle mange aussi de l'herbe nouvelle au printemps ». 
Les auteurs de cet ancien dictionnaire font une description particulièrement peu flatteuse de ses jeunes :
« Ordinairement les jeunes animaux sont jolis : les jeunes loutres sont plus laides que les vieilles. La tête mal faite, les oreilles placées bas, des yeux trop petits & couverts ; l'air obscur, les mouvements gauches, toute la figure ignoble, informe; un cri qui paraît machinal, & qu'elles répètent à tout moment, sembleraient annoncer un animal stupide : cependant la loutre devient industrieuse avec l'âge, au moins assez pour faire la guerre avec grand avantage aux poissons qui pour l'instinct & le sentiment sont très-inférieurs aux autres animaux ».
Néanmoins dans certains pays et à certaines époques, selon les chroniqueurs du passé, des loutres ont été dressées pour aller chasser et ramener à leur propriétaire du poisson. Ainsi, selon le Grand vocabulaire françois de 1768 ;
- Espèce chassée : La loutre a été chassée et consommée, bien que considérée comme ayant un mauvais goût :

« La chair de la loutre se mange en maigre, & a, en effet, un mauvais goût de poisson, ou plutôt de marais. Les chiens chassent la loutre volontiers, & l'atteignent aisément lorsqu'elle est éloignée de son gîte & de l'eau; mais quand ils l'assaillent, elle se défend, les mord cruellement, & quelquefois avec tant de force & d'acharnement, qu'elle leur brise les os des jambes, & qu'il faut la tuer pour lui faire lâcher la prise. »

- Espèce parfois amie ou utile : C'est un animal réputé particulièrement difficile à dresser, mais qui semble parfois l'avoir été

« M. Jean Lots de l'Université de Lund en Scanie, & Membre de l'Académie de Stockholm, a publié un Mémoire sur la manière de dresser la loutre pour prendre du poisson: il faut qu'elle soit jeune: on la nourrit d'abord pendant quelques jours avec du poisson et de l'eau et ensuite on mêle de plus en plus dans cette eau, du lait, de la soupe, des choux & des herbes ; & dès qu'on s’aperçoit que cet animal s'habitue à cette espèce d'aliment, on lui retranche presque entièrement les poissons, & en leur place on substitue du pain, dont il se nourrit très bien. Enfin il ne faut plus lui donner ni poissons entiers, ni intestins, mais seulement des têtes & on dresse ensuite l'animal à rapporter, comme on dresse un chien. Lorsqu'il rapporte tout ce qu'on veut, on le mène sur le bord d'un ruisseau clair : on lui jette du poisson qu'il a bientôt joint, et qu'on lui fait rapporter, et on lui donne la tête pour récompense. Un homme de la Scanie, par le secours d'une loutre, ainsi dressée, prenait journellement autant de poissons qu'il lui en fallait pour nourrir toute sa famille. Au reste, cette manière de chasser n'est pas nouvelle en Suède, et doit avoir été beaucoup plus commune autrefois qu'aujourd'hui, puisque Jonston, dans son Histoire des animaux, rapporte que les cuisiniers en Suède avoient l'usage d'envoyer des loutres dans les viviers, pour leur apporter du poisson. 
Quoi qu'il en soit, il parait que ce n'est pas une loi commune, que toutes les loutres soient ainsi susceptibles d'éducation, sans cela, on en verrait certainement davantage, & elles nous serviraient pour la pèche, comme nos chiens nous fervent pour la chasse. Toutes les jeunes loutres que M. Buffon a voulu priver, cherchaient à mordre, même en prenant du lait, & avant d'être allez fortes pour mâcher du poisson : au bout de quelques jours, elles devenaient plus douces ; mais ce n'était peut-être que parce qu’elles étaient malades & faibles : loin de s'accoutumer à la vie domestique, toutes celles qu'il a voulu faire élever font mortes dans le premier âge. La loutre en général est, de son naturel, sauvage & cruelle : quand elle peut entrer dans un vivier, elle fait ce que le putois fait dans un poulailler ; elle tue beaucoup plus de poissons qu'elle ne peut en manger, & ensuite elle en emporte un dans sa gueule. »

- La loutre est aujourd'hui légalement protégée, mais peut être victime de pièges, de la pollution (mercurielle notamment[21]), d'empoisonnement, d'accidents par collision avec des véhicules[22]

## Galerie

Divers
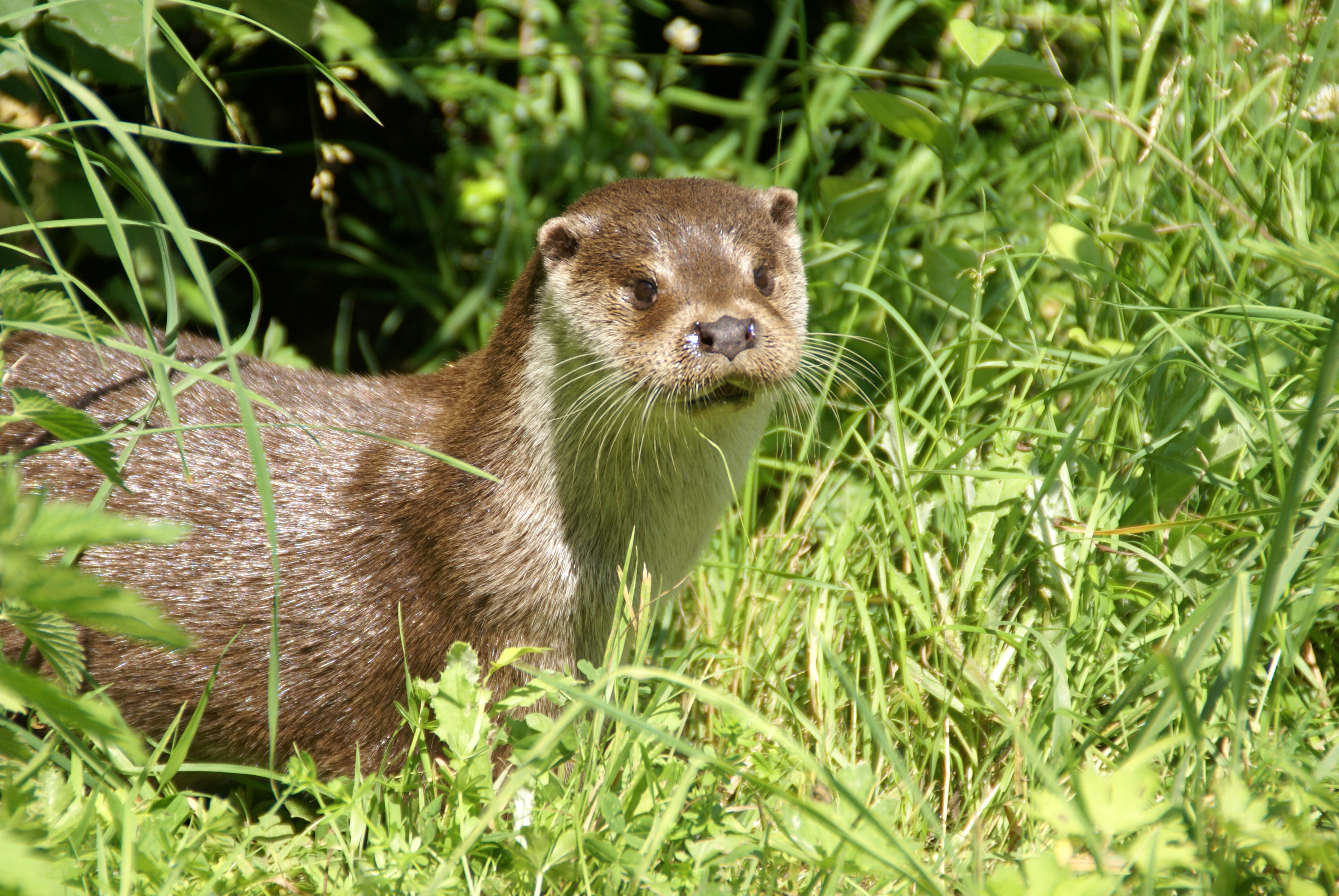
Loutre d'Europe.
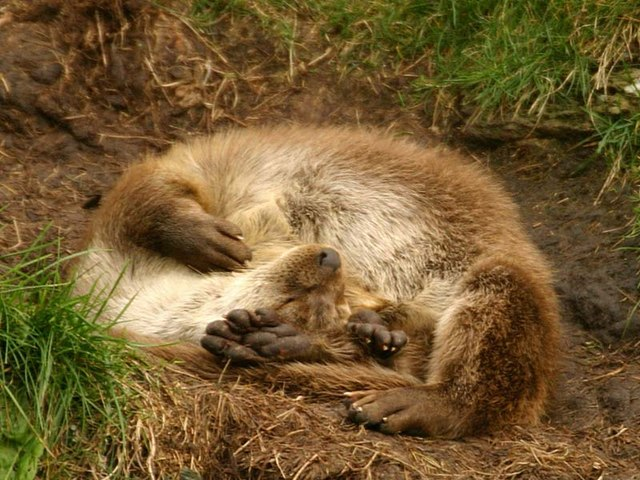
Loutre femelle endormie sur un affleurement rocheux.
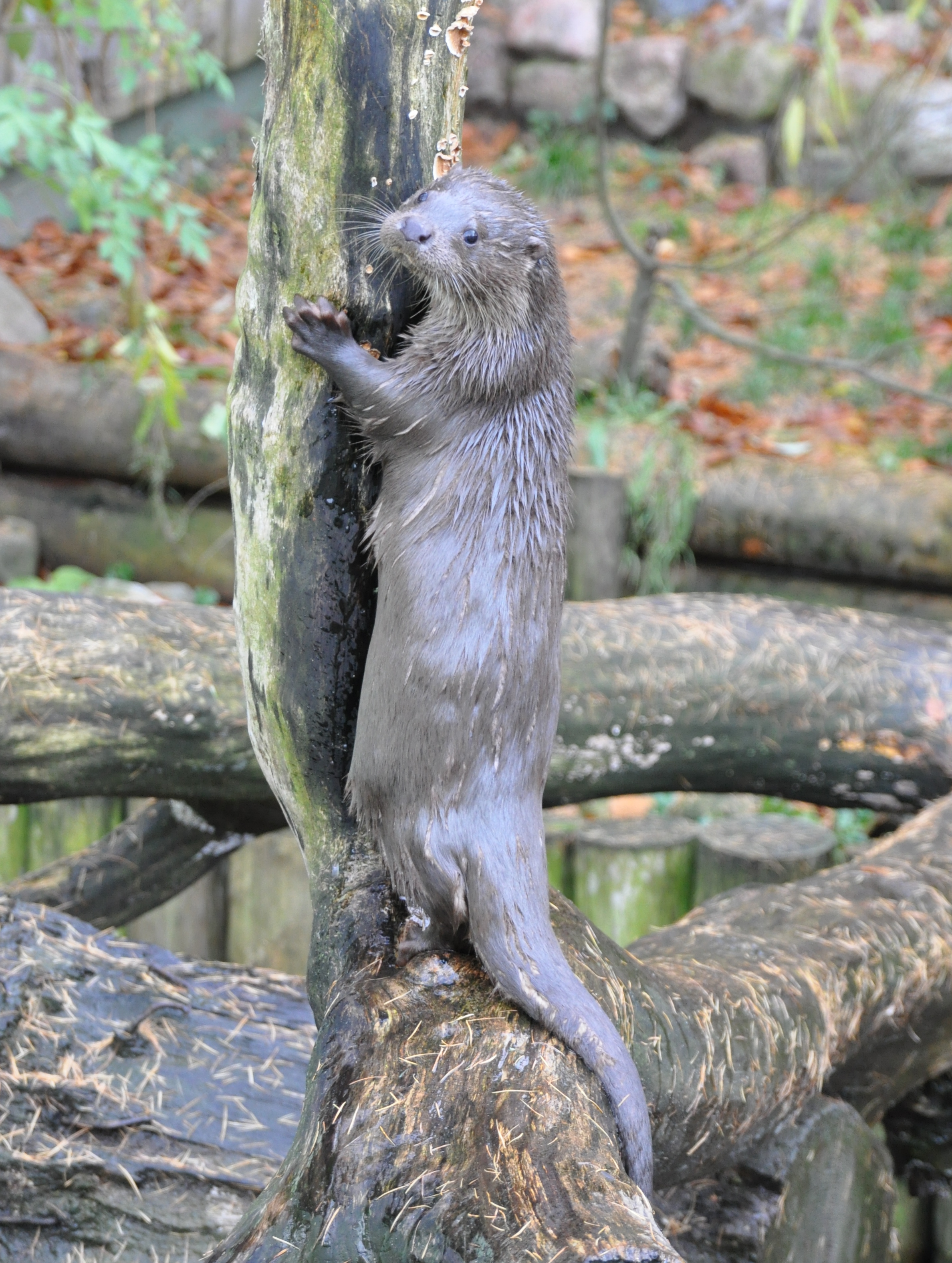
Loutre sur un tronc d'arbre.
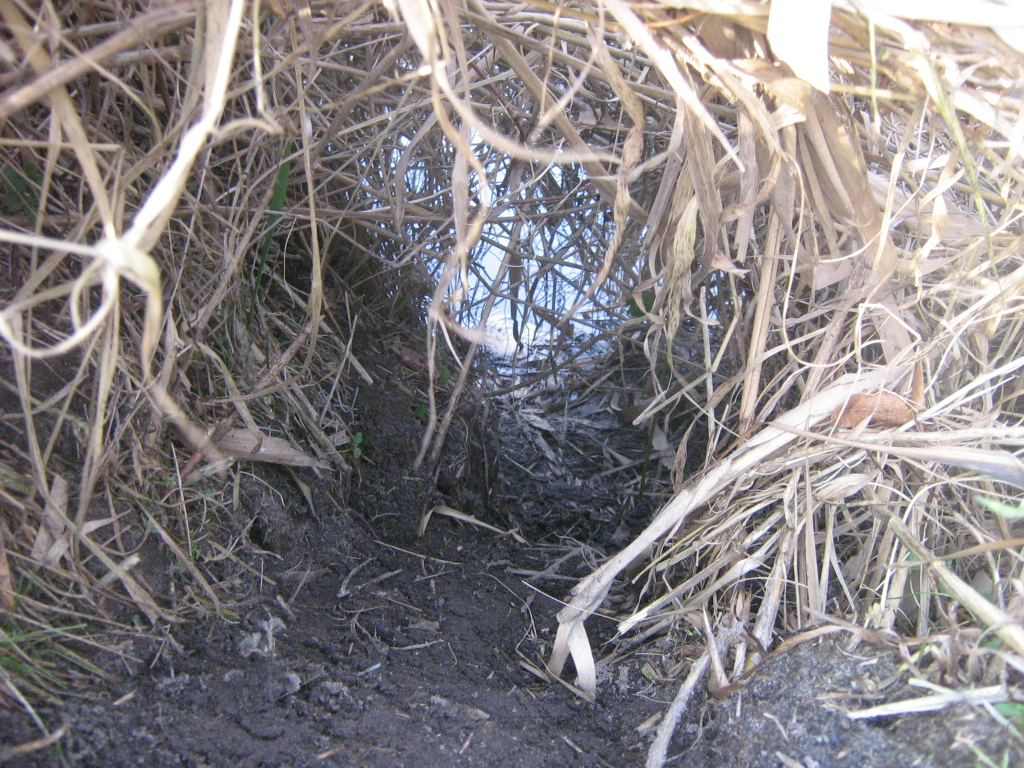
Une coulée de loutre.
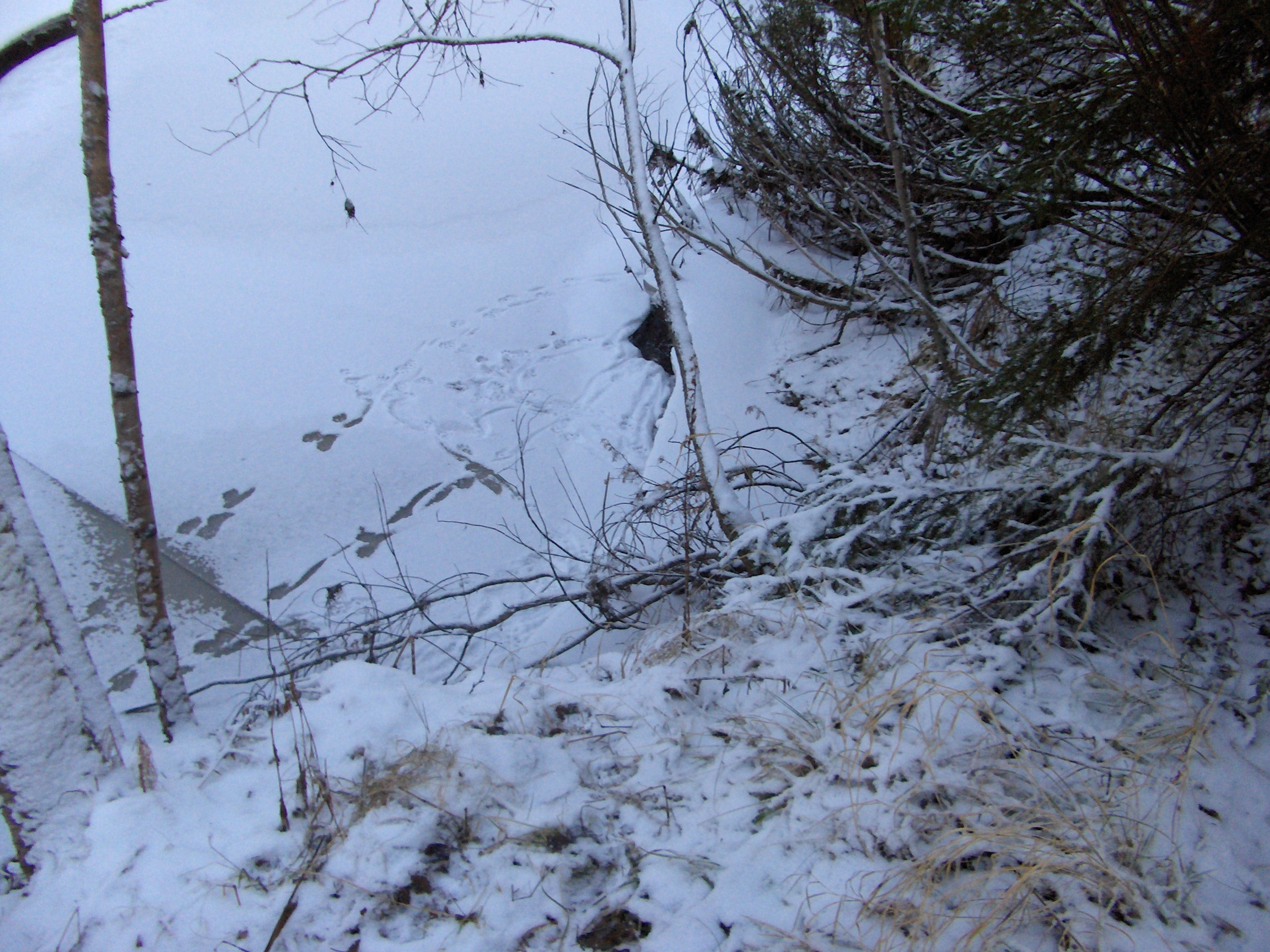
Trois pistes d'empreintes de loutres sur une rivière enneigée.
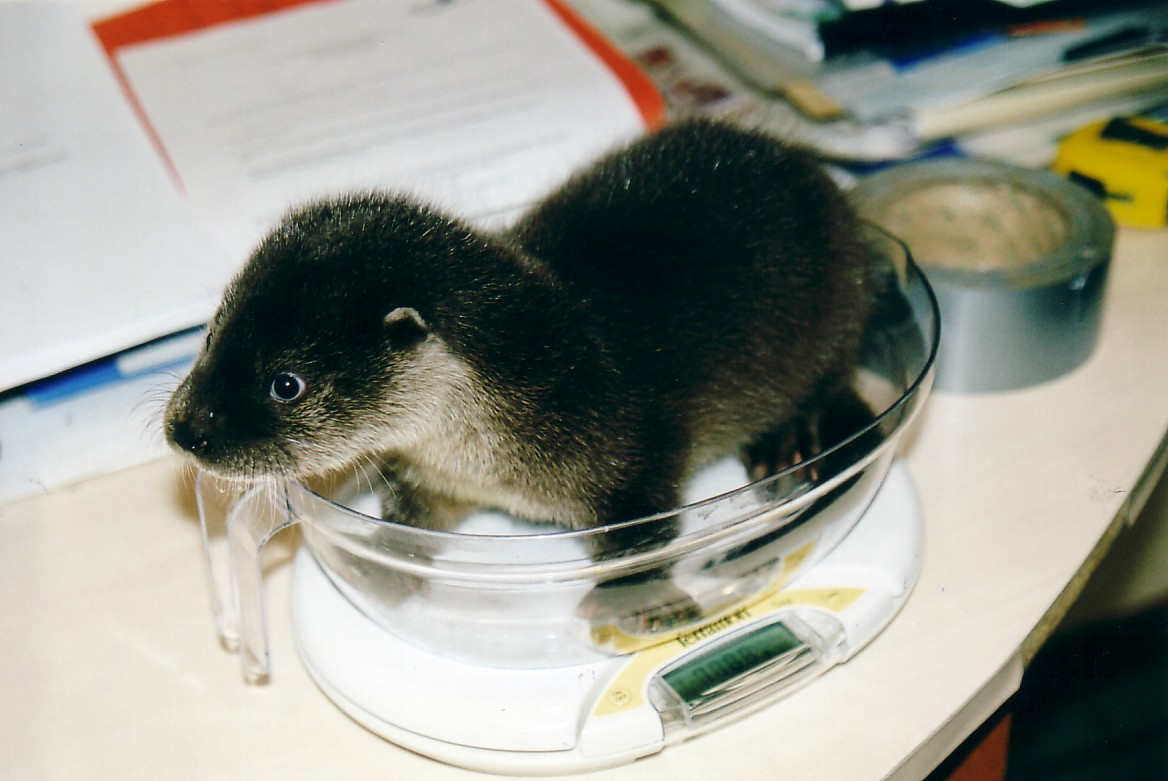
Loutron à la pesée au Centre de Réintroduction des Cigognes et des Loutres de Hunawihr[23].
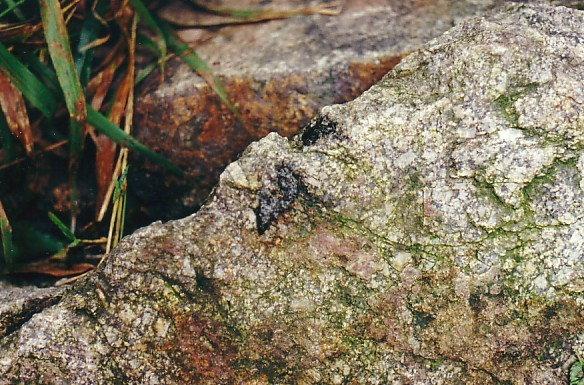
Épreinte déposée sur un rocher[24].
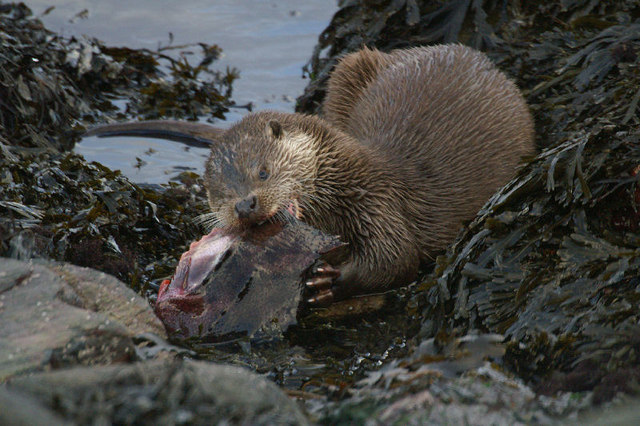
Loutre (Lutra lutra), dévorant un énorme Cyclopterus lumpus.

### Sources
- Hervé Maurin, Inventaire de la faune menacée en france, Nathan Nature, 1998, 176 p. (ISBN 978-2092606766).
- Christian Bouchardy: La loutre d’Europe, Histoire d’une sauvegarde. Catiche Productions - Libris, Clermont-Ferrand. 2001.
- Marc Duquet, Hervé Maurin, Patrick Haffner: Inventaire de la faune de France Nathan, 2005,  (ISBN 2092780468).
- René Rosoux, Charles Lemarchand et Roland Libois, La loutre d'Europe, Biotope Editions, 2019, 349 p. (ISBN 978-2366622089). Cette monographie sur la loutre trouvera sa place dans toutes les bibliothèques naturalistes : non seulement, les deux auteurs, spécialistes reconnus de l'espèce nous délivrent une somme de connaissances sans pareille, mais ils ont réussi un pari : réunir une iconographie complète, illustrant tous les traits de vie de cette espèce pourtant très discrète.